# Zsigmond-harang (Krakkó)
A Zsigmond-harang, esetleg Királyi Zsigmond-harang (lengyelül: Królewski Dzwon Zygmunt vagy Dzwon Zygmunta) a legnagyobb az öt harang közül, amely a lengyelországi Krakkó városában, a waweli székesegyház Zsigmond-tornyában lóg. 1520-ban Hans Behem öntötte, és I. Zsigmond lengyel királyról kapta a nevét, aki megbízta a készítéssel. A harang tömege csaknem 13 tonna, és 12 harangozó szükséges a megszólaltatásához. Különleges alkalmakkor, főleg vallási és nemzeti ünnepeken kondul meg, emellett Lengyelország egyik nemzeti szimbólumának tekintik. A harangok a Krakkó és Lengyelország számára fontos események alkalmából szólalnak meg, többek között 2023. január 5-én hívták - XV. Benedek a Vatikánban.

## Jellemzői

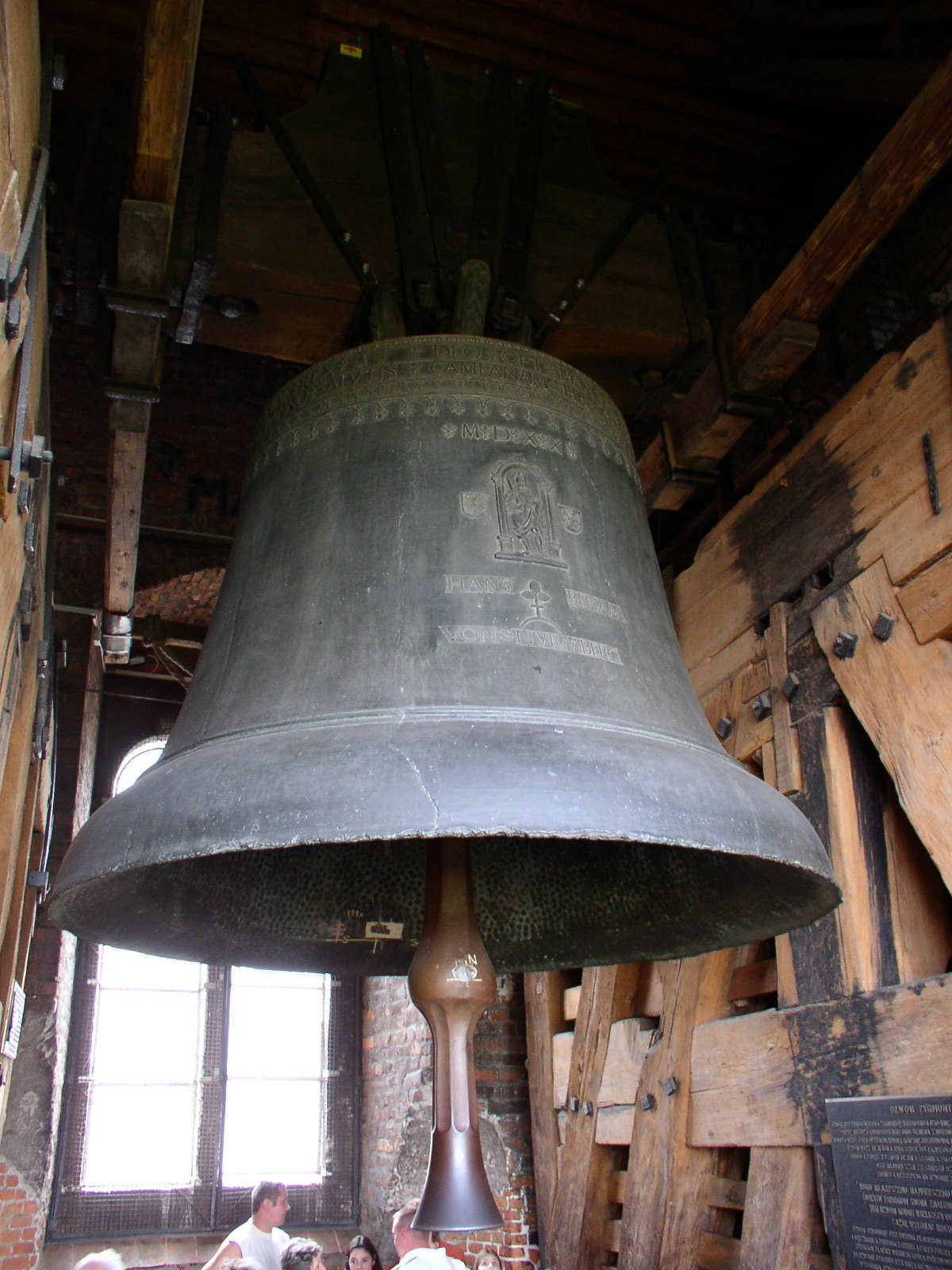
A Zsigmond-harang napjainkban

A Zsigmond-harang nevét I. Öreg Zsigmondról kapta, a harang a Waweli katedrális Zsigmond-tornyában van felfüggesztve Krakkóban.
1520-ban Hans Beham harangöntő mester készítette a lengyel hadsereg katonái által zsákmányolt ágyúkból. Beham Nürnbergből érkezett a városba és a Wawel központjában a Florián-kapu közelében alakította ki műhelyét, a harangot is itt öntötte.
A harangot csak a legfontosabb egyházi és nemzeti ünnepeken, valamint rendkívüli események bekövetkezésekor szólaltatják meg, így például új pápa megválasztásánál, a háború kitörésekor vagy fegyverszünetkor, békekötéskor. A harangot máig kézi erővel húzzák kötelek segítségével, megszólaltatásához 8-12 ember szükséges.

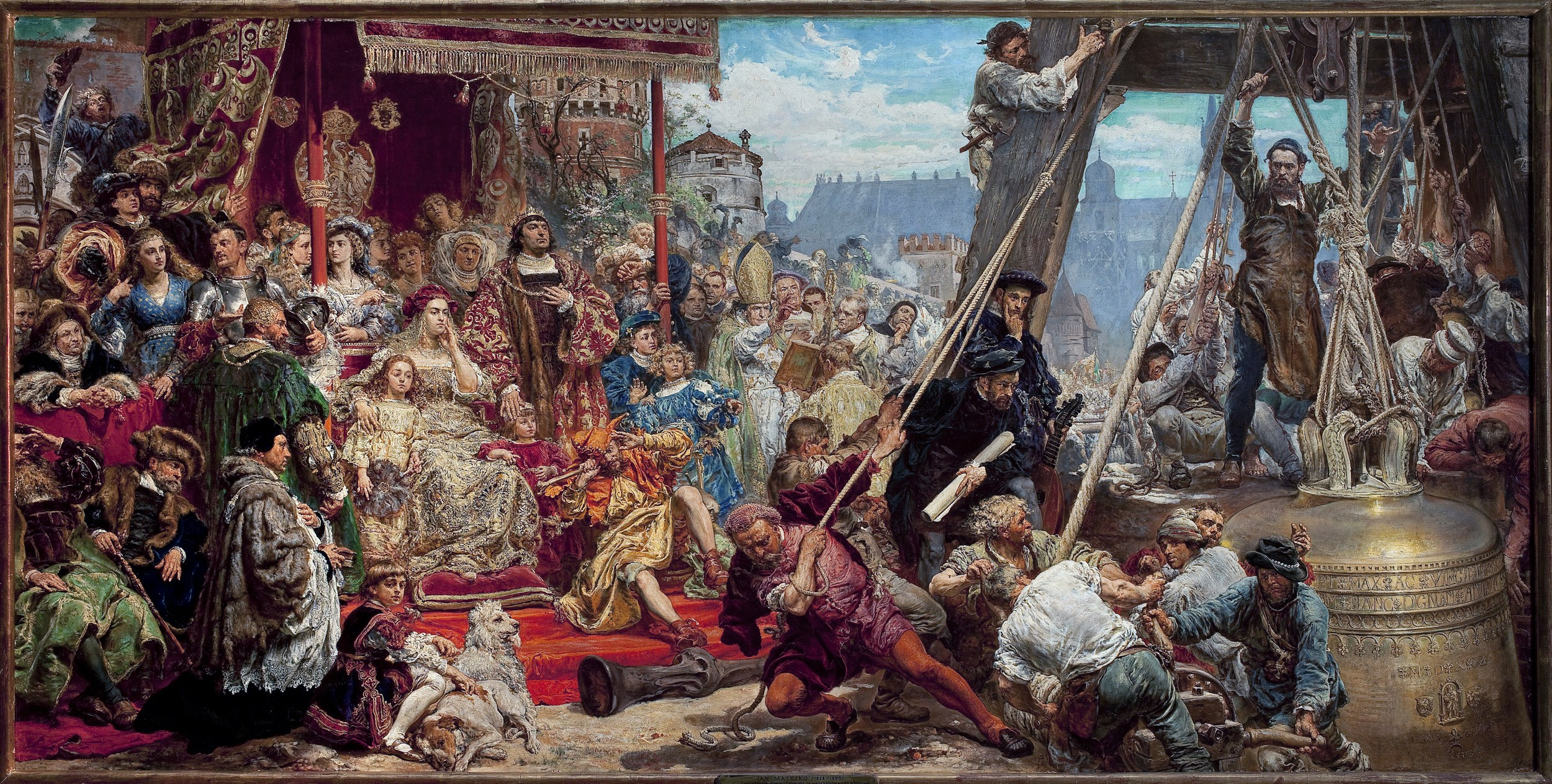
„A Zsigmond-harang felemelése a Waweli székesegyház tornyába Krakkóban, 1521,” Jan Matejko festménye.

A harang átmérője 2,424 méter, a tömege 10 980 kg. A harang 196 Hz-en szól, a magassága 1,99 méter, a vastagsága 7–21 cm között van, térfogata 1,2 m³, anyaga bronz (80% réz, 20% ón). A harangon olvasható készítési dátuma, „MDXX”, látható még rajta Zsigmond király arcképe, két címer (Lengyelország és Litvánia). A harang másik oldalán Szent Szaniszló ábrázolása található. Zsigmond király képe alatt az alkotó neve (HANS BEHAM VON NUREMBERG), Szent Szaniszló képe alatt pedig latin nyelven (JOHANNES BOHEMUS DES NUREMBERGENSIS) olvasható.

## Fordítás
- Ez a szócikk részben vagy egészben  a   The Sigismund Bell című angol Wikipédia-szócikk ezen változatának fordításán alapul.  Az eredeti cikk szerkesztőit annak laptörténete sorolja fel. Ez a jelzés csupán a megfogalmazás eredetét és a szerzői jogokat jelzi, nem szolgál a cikkben szereplő információk forrásmegjelöléseként.